# Elaver tumivulva
Elaver tumivulva là một loài nhện trong họ Clubionidae.
Loài này thuộc chi Elaver. Elaver tumivulva được Richard C. Banks miêu tả năm 1909.